# Mahalia (cantante)
Mahalia Burkmar (Syston, 1º maggio 1998) è una cantante britannica.

## Biografia
Mahalia ha scritto la sua prima canzone all'età di 8 anni, e ha firmato il suo primo contratto discografico a 13 anni. Il suo album di debutto Diary of Me è uscito alla fine del 2016, ma ha trovato successo commerciale con il suo secondo disco, Love and Compromise, pubblicato a settembre 2019, con il quale è entrata per la prima volta nella classifica britannica degli album al 28º posto. Simmer, il terzo singolo estratto dal disco, ha raggiunto la 46ª posizione nella classifica dei singoli.

## Discografia

### Album in studio
- 2016 – Diary of Me
- 2019 – Love and Compromise
- 2023 – IRL

### EP
- 2012 – Head Space
- 2015 – Never Change
- 2018 – Seasons

### Singoli
- 2016 – Back Up Plan
- 2016 – 17
- 2016 – Silly Girl
- 2016 – Mahalia
- 2016 – Roller Coaster
- 2016 – I Remember
- 2016 – Marry Me
- 2016 – Independence Day
- 2016 – Begin Again
- 2017 – Sober
- 2017 – Hold On (feat. Buddy)
- 2017 – No Pressure
- 2018 – Proud of Me (feat. Little Simz)
- 2018 – No Reply
- 2018 – Water (con Kojey Radical & Swindle)
- 2018 – I Wish I Missed My Ex
- 2019 – Do Not Disturb
- 2019 – Grateful
- 2019 – Simmer (feat. Burma Boy)
- 2019 – Square 1
- 2019 – What You Did (feat. Ella Mai)
- 2020 – BRB
- 2021 – Jealous (feat. Rico Nasty)
- 2022 – Letter to Ur Ex
- 2022 – Whatever Simon Says
- 2022 – In the Club
- 2022 – Bag of You
- 2023 – Terms and Conditions
- 2023 – Cheat (feat. JoJo)
- 2023 – Ready

## Filmografia
- Brotherhood, regia di Noel Clarke (2016)